# Ifrane Atlas Saghir
Ifrane Atlas Saghir (auch Ifrane de l’Anti-Atlas, Ifrane du Souss oder nur Ifrane arabisch إفران الأطلس الصغير, DMG Ifrān al-Aṭlas aṣ-ṣaġīr, taschelhit ⵉⴼⵔⴰⵏ ⵏ ⴰⵟⵍⴰⵙ ⵎⵥⵥⵉⵏ) ist ein Ort mit etwa 1800 Einwohnern und eine Landgemeinde (commune rurale) mit insgesamt etwa 10.000 Einwohnern in der Provinz Guelmim in der Region Guelmim-Oued Noun im Süden Marokkos.

## Lage und Klima
Ifrane Atlas Saghir liegt am meist ausgetrockneten Oued Ifrane nahe den südlichen Ausläufern des Anti-Atlas-Gebirges in einer Höhe von ca. 790 m. Bis nach Bouizakarne, einem wichtigen Verkehrsknotenpunkt, sind etwa 25 km (Fahrtstrecke) in westlicher Richtung; die Provinzhauptstadt Guelmim ist etwa 65 km entfernt. Die kleine, aber sehenswerte Bergoase Amtoudi oder Ametdi (manchmal auch nur Id Aïssa genannt) befindet sich etwa 45 km östlich. Das Klima ist zumeist trocken und warm; die jährliche Regenmenge liegt bei nur ca. 150 mm/Jahr.

## Bevölkerung und Unterteilung
| Jahr      | 1994   | 2004   | 2014   | 2024   |
| Einwohner | 12.399 | 11.962 | 11.206 | 10.375 |

Die Bevölkerung besteht nahezu ausschließlich aus Angehörigen verschiedener Berberstämme der Umgebung. Viele sind – nach ausbleibenden Regenfällen in ihren Heimatdörfern, aber auch aus soziokulturellen Gründen – seit den 1970er Jahren zugewandert. Die Gemeinde besteht aus sechs Schlöh-Stämmen (eine Gruppe von Dörfern ohne echte Abstammungslinie), nämlich Assaka, Agoumad, Idaouchkera, Amsra, Rba n'Tuzzunt und Tankert. Die Ksur von Ifrane Atlas Saghir sind in vier Hauptgruppen unterteilt:
- Tankert (seit etwa 800 Jahren besiedelt)
- Amesra (400 Jahre)
- Ida ou Chekra (300 Jahre)
- Igherm Igouzoulene / Ait Rba'a Touzoumte (700 Jahre)

## Wirtschaft
Bis zur Mitte des 20. Jahrhunderts stand die Selbstversorgung (Oasenwirtschaft) im Zentrum des Wirtschaftens. Erst mit dem Bau einer Pistenstraße wurde ein großräumiger Handel möglich.

## Geschichte
Ifrane, eine sehr alte Stadt, die von den Schlöh-Berbern gegründet wurde, wird von verschiedenen mittelalterlichen Autoren wie Al-Bakri und Ibn Khaldun erwähnt, die sie als „Städtchen“ bezeichnen. Marmol (16. Jahrhundert) beschreibt einen Markt, der wöchentlich in den vier Ksours stattfindet, auf dem die Stämme Ilalen und Zenaga (saharische Berberstämme südlich des Oued Noun) alles kaufen, was sie brauchen. Aufgrund dieser Handelsaktivität verfügen die Einwohner von Ifrane über einige Ressourcen und leben relativ gut, obwohl es ihnen oft an Weizen mangelt. In einer der vier Städte befindet sich eine schöne Moschee, in der sich Gelehrte und Juristen versammeln, da sich die Einwohner von Ifrane mit einer gewissen Vernunft und Ordnung regieren (D.J. Meunier, 1982).
Das Dorf hat Jahrtausende Geschichte durchlaufen, mit noch unerforschten Nekropolen und Höhlen. Abgesehen von Amsra und Agoumad sind alle Dörfer um Asif n'Ifrane herum gebaut. Ifrane genoss einen großen Ruf als Studienzentrum, vor allem wegen seiner Koranschulen. Unter den berühmten Gelehrten, die in Ifrane ausgebildet wurden, ist der Autor des Nozhet-el hādi bi akhbar moulouk el-Karn el-Hadi, Mohammad al-Ifrani, der folgendes Zitat hinterlassen hat:

„„Die Unkenntnis der Geschichte schadet, und das Wissen darüber ist nützlich. Es ist ein Irrtum, sie, wie man es getan hat, als eine nutzlose Wissenschaft zu betrachten, deren Unkenntnis nicht schadet. Betrachten Sie, was in unserer Zeit (um 1698-99) geschehen ist.“ (Le Chatelier, 1891)“

Die Haupterwerbszweige der Gemeinde sind Handel und Landwirtschaft, insbesondere der Anbau von Oliven und Datteln. Ifrane besitzt auch eine angesehene Koranschule, die für ihr akademisches Niveau in der gründlichen Untersuchung des Arabischen und der islamischen Theologie bekannt ist. Diese Schule ist berühmt dafür, Mohamed Mokhtar Soussi vier Jahre lang als Schüler gehabt zu haben.
Lange Zeit gab es eine größere jüdische Gemeinde im Ort, die jedoch im Jahr 1958 geschlossen nach Israel auswanderte.

## Sehenswürdigkeiten
Die meisten Häuser des Ortes sind im modernen Einheitsstil mit Fundament, Fußboden und Zwischendecken aus Beton und Wänden aus Hohlblockziegeln erbaut. Die Fassaden sind verputzt und in Rot- und Ockertönen gestrichen. Die aus Stampflehm errichteten Mauern des alten Ortskerns sind dem natürlichen Verfall anheim gegeben. Kurze Spaziergänge innerhalb der Bergoase und weitere Wanderungen sind möglich.